# قشلاق حاجي حسن (مياندوآب)
قشلاق‌ حاجي حسن هي قرية في مقاطعة مياندوآب، إيران. عدد سكان هذه القرية هو 79 في سنة 2006.